# Dendropicos elachus
El pito saheliano (Dendropicos elachus) es una especie de ave piciforme de la familia Picidae que vive en África.  

## Distribución y hábitat
Se encuentra en el Sahel centroccidental, registrándose en Camerún, Chad, Mali, suroeste de Mauritania, Níger, Nigeria, Senegal y oeste de Sudán.